# 大衛·涅里斯
大衛·涅里斯·坎波斯（葡萄牙語：David Neres Campos，葡萄牙語發音：[daˈvid ˈnɛris]；1997年3月3日—），巴西職業足球員，司職翼鋒，涅里斯是一名快速和勤奮的球員，他的速度和運球技巧上佳，亦被視為世界足壇最佳邊鋒之一。現效力於意甲球隊拿玻里和巴西國家足球隊。

## 俱樂部生涯

### 聖保羅
涅里斯在2007年9月以10歲之齡加入聖保羅的青年梯隊。2016年8月，聖保羅時任主帥里卡多·戈梅茲將涅里斯提拔至一線隊，後者在同年10月17日對上富明尼斯的比賽中達成巴甲首秀，並助球隊以2–1全取三分。
2016年10月22日，涅里斯射入其聖保羅生涯的首球，助聖保羅在主場以2–0撃敗邦迪比達。兩星期後，他又攻入一球，助球隊以4–0兵不血刃地戰勝同城宿敵哥連泰斯。

### 阿賈克斯

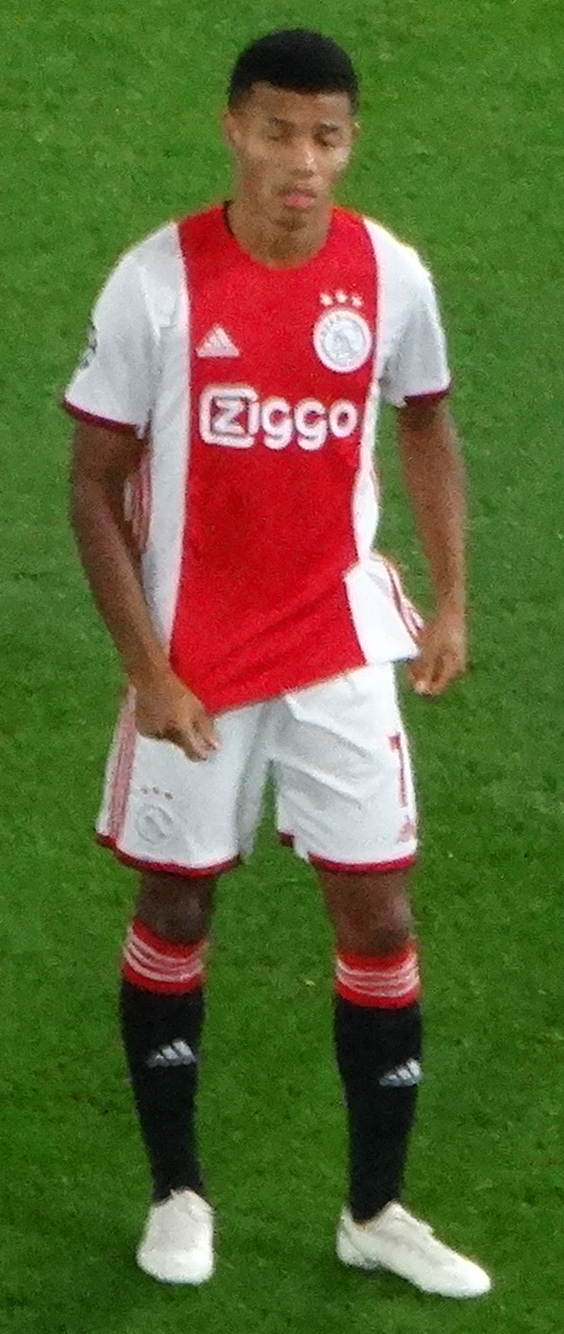
2019年的内雷斯

2017年1月30日，涅里斯以1200萬歐元的轉會費加盟荷甲球會阿贾克斯。同年2月26日，他在對上艾美路荷華高斯的比賽中首次亮相，並助球隊在主場以4–1旗開得勝。在該賽季中，涅里斯總共上陣8場，攻入3球，同時還隨隊參加2016–17年歐霸盃，出賽4場，包括0–2敗予曼聯的決賽。
涅里斯在2017–18球季成為阿賈克斯的穩定首發，交出32場比賽攻入14球13助的成績單，兩者皆是隊中之冠，其中代表作為2017年10月22日對上飛燕諾的比賽，他完成助攻帽子戲法，助「賈府」以4–1的比數全取三分。
涅里斯在加盟後的第三個賽季（2018–19球季）取得了首個正式歐戰入球，助球隊在歐冠外圍賽第三輪次回合以3–0擊敗標準列日。在球季初期，他因先發地位未穩固而打算另覓新球會，1月時中超的廣州恆大亦曾經開出3690萬歐元的價格，欲購入該巴西球員以加強攻力。然而阿賈克斯拒絕此交易，理由為希望陣容完整，以確保球隊有足夠深度去贏得荷甲冠軍和在歐冠走得更遠，而涅里斯的首發情況也在2月開始有所改善。進入到歐冠正賽階段後，阿賈克斯在E組以次名出線，並在十六強遇上衛冕冠軍皇家馬德里，涅里斯於第二輪比賽攻入一球，助球隊以4–1大勝，總比分5–3爆冷晉級。他在八強第一輪打進扳平一球，助阿賈克斯最終以總比數3–2擊敗另一強敵尤文圖斯，但惜在四強遭托特納姆熱刺壓秒絕殺，被對手在總比數3–3的情況下以作客入球優惠淘汰，止步四強。
2019年3月31日，涅里斯在對上PSV恩荷芬的比賽中射入致勝一球，助球隊以3–1奏凱，雖繼續排在第二位但已將雙方差距拉近至2分，最後亦助球隊反超恩荷芬3分取得荷甲冠軍。他還在主場對陣尤文圖斯的比賽中攻入重要的扳平一球，保留阿賈克斯在主場首回合獲得歐冠半決賽資格的希望。涅里斯亦在對上威廉二世的荷蘭盃決賽中於58分鐘後備上場，助球隊以4–0奪冠。
儘管據報得到曼聯和馬德里體育會等豪門的垂涎，涅里斯仍在2019年8月7日與阿賈克斯續約，將原先預定在2022年到期的合同延長1年至2023年。

## 國家隊生涯

### 青年隊

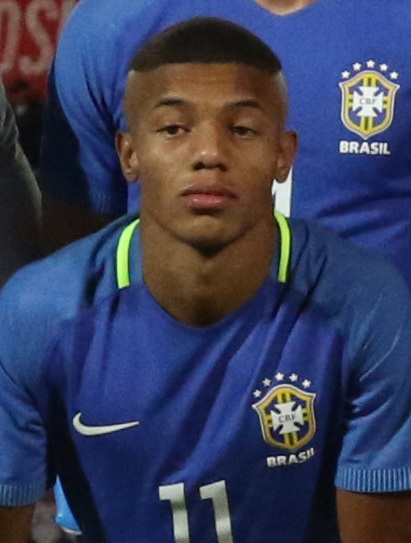
2017年為巴西U20披甲的涅里斯

2016年11月2日，時任巴西U20主帥羅熱里奧·米卡萊徵召涅里斯出戰對上墨西哥U20的比賽，聖保羅以希望球員在國際賽時期參與訓練為由要求巴西足協放人，但卻遭後者拒絕。同月11日，他達成在巴西U20的首次亮相，並助球隊以1-0小勝墨西哥U20。涅里斯在賽後表示：「我抓緊了這次機會，雖然是訓練期間出走的友賽，但它還是極其重要。為國家隊征戰，代表自己的國家乃一種責任和榮譽，是非常特別的」。

### 成年隊
2019年3月8日，涅里斯獲堤迪徵召，首次入選巴西成年國家隊的大名單，以取代傷出的維尼修斯·儒尼奧爾，參戰對上巴拿馬和捷克的友賽。他隨後在對陣捷克的比賽中於63分鐘入替理查利森，並取得一記助攻，令「森巴軍團」以3–1比分戰勝對手。涅里斯在同年6月9日對上洪都拉斯的友賽中攻入其成年國家隊首球。
2019年5月17日，涅里斯獲進入2019年美洲國家盃的巴西決選大名單內，他在分組賽前兩場對上玻利維亞和委內瑞拉的比賽中首發登場，但此後便被埃佛頓·索亞雷斯取代，再沒有上場，但他還是隨隊獲得冠軍。

## 個人生活
涅里斯在1997年3月3日出生於聖保羅。2020年7月12日，他的德籍模特兒女友姬拉·維諾納（Kira Winona）為其生下一女，並取名為霍普·維諾納·涅里斯（Hope Winona Neres）。

## 生涯數據

### 俱樂部
最後更新：2021年8月7日
| 俱樂部       | 賽季     | 聯賽     | 聯賽 | 聯賽 | 盃賽 | 盃賽 | 洲際賽 | 洲際賽 | 其他 | 其他 | 總計 | 總計 |
| 俱樂部       | 賽季     | 聯賽     | 上陣 | 進球 | 上陣 | 進球 | 上陣   | 進球   | 上陣 | 進球 | 上陣 | 進球 |
| ------------ | -------- | -------- | ---- | ---- | ---- | ---- | ------ | ------ | ---- | ---- | ---- | ---- |
| 聖保羅       | 2016     | 巴甲     | 8    | 3    | 0    | 0    | 0      | 0      | 3    | 0    | 11   | 3    |
| 阿積士青年隊 | 2016–17  | 荷乙     | 4    | 2    | —    | —    | —      | —      | —    | —    | 4    | 2    |
| 阿積士青年隊 | 2017–18  | 荷乙     | 1    | 1    | —    | —    | —      | —      | —    | —    | 1    | 1    |
| 阿積士青年隊 | 總計     | 總計     | 5    | 3    | —    | —    | —      | —      | —    | —    | 5    | 3    |
| 阿贾克斯     | 2016–17  | 荷甲     | 8    | 3    | 0    | 0    | 4      | 0      | —    | —    | 12   | 3    |
| 阿贾克斯     | 2017–18  | 荷甲     | 32   | 14   | 2    | 0    | 3      | 0      | —    | —    | 37   | 14   |
| 阿贾克斯     | 2018–19  | 荷甲     | 29   | 8    | 6    | 1    | 15     | 3      | —    | —    | 50   | 12   |
| 阿贾克斯     | 2019–20  | 荷甲     | 12   | 6    | 0    | 0    | 8      | 0      | 0    | 0    | 20   | 6    |
| 阿贾克斯     | 2020–21  | 荷甲     | 25   | 3    | 4    | 2    | 10     | 3      | —    | —    | 39   | 8    |
| 阿贾克斯     | 2021–22  | 荷甲     | 0    | 0    | 0    | 0    | 0      | 0      | 1    | 0    | 1    | 0    |
| 阿贾克斯     | 總計     | 總計     | 106  | 34   | 12   | 3    | 40     | 6      | 1    | 0    | 159  | 43   |
| 生涯總計     | 生涯總計 | 生涯總計 | 119  | 40   | 12   | 3    | 40     | 6      | 4    | 0    | 173  | 49   |

1. ↑  聖保羅州盃（英语：Copa Paulista）
2. ↑  歐霸（包括入圍賽）
3. ↑  兩場歐冠入圍賽，一場歐霸入圍賽
4. 1 2  歐冠（包括入圍賽）
5. ↑  四場歐冠，六場歐霸
6. ↑  歐冠一球，歐霸兩球
7. ↑  告魯夫盾

### 國家隊
最後更新：2019年9月10日
| 巴西 |      |      |
| 年份 | 上陣 | 進球 |
| 2019 | 7    | 1    |
| 總計 | 7    | 1    |

#### 國家隊入球
| 球數 | 日期         | 場館                   | 對手 | 進球 | 結果 | 性質 |
| ---- | ------------ | ---------------------- | ---- | ---- | ---- | ---- |
| 1.   | 2019年6月9日 | 巴西阿雷格里港河岸球場 |      | 5–0  | 7–0  | 友賽 |

## 榮譽

### 俱樂部
聖保羅
- 南美自由盃U20（英语：U-20 Copa Libertadores）冠軍：2016

阿賈克斯
- 荷甲冠軍：2018–19，2020–21
- 荷蘭盃冠軍：2018–19，2020–21[28]
- 告魯夫盾冠軍：2019
- 歐霸盃亞軍：2016–17[29]

本菲卡
- 葡萄牙足球超級聯賽冠軍：2022–23
- 葡萄牙超級盃冠軍：2023

 拿玻里
- 意甲冠軍：2024–25[30]

### 國家隊
巴西國家隊
- 美洲國家盃冠軍：2019[31]

### 個人
- 荷甲每月最佳新人：2017年10月[32]
- 荷甲每月最佳球員：2018年4月[33]
- 歐冠最佳陣容：2018–19[34]

## 外部連結
- Soccerway資料庫：大衛·涅里斯
- worldfootball.net：大衛·涅里斯之統計數據 （英文）